# Șindrila
Șindrila – wieś w Rumunii, w okręgu Buzău, w gminie Bisoca. W 2011 roku liczyła 215 mieszkańców. 